# Pediopsoides femorata
Pediopsoides femorata är en insektsart som beskrevs av Hamilton 1980. Pediopsoides femorata ingår i släktet Pediopsoides och familjen dvärgstritar. Inga underarter finns listade i Catalogue of Life.